# Altay (carro armato)
L'Altay è un carro armato da combattimento turco di quarta generazione, realizzato dalla Otokar per l'esercito turco e per l'esportazione. Il nome è stato dato in onore del generale Fahrettin Altay (1880-1974), eroe della guerra d'indipendenza turca.

## Sviluppo
Il "MİTÜP - Milli Tank Üretimi Projesi" ("Progetto per la Produzione del Carroarmato Nazionale") è partito a metà degli anni novanta per sviluppare l'infrastruttura di produzione e manutenzione del parco corazzato delle forze armate turche. Il progetto è stato avviato con un accordo firmato il 30 marzo 2007 tra il Sottosegretariato per le Industrie della Difesa della Repubblica di Turchia e Otokar, con il quale veniva assegnato a quest'ultima un contratto da 500 milioni di dollari per lo sviluppo di 4 prototipi di un nuovo carro armato. La Otokar, grande industria automobilistica con una notevole esperienza nel campo dei mezzi militari, si è avvalsa del supporto tecnico della coreana Hyundai Rotem, che ha fornito soluzioni tecniche sviluppate per il suo K2 Black Panther, che inizialmente doveva essere acquistato proprio dalla Turchia prima che questa optasse per la via nazionale. La Aselsan si è occupata del sistema di tiro, del sistema C4I, del Laser Warning Receiver, dell'IFF, del sistema di visione del conduttore e del sistema di navigazione. L'armamento primario è costituito dal cannone Rheinmetall 120 mm da 55 calibri, prodotto su licenza dalla turca MKE. Infine la Roketsan si è occupata della corazzatura in compositi.
Il 9 novembre 2018 la presidenza turca delle industrie della difesa (SSB) ha annunciato di aver firmato il primo contratto di produzione in serie con BMC per i primi 250 MBT Altay da consegnarsi a partire dal 2020. L'intenzione delle forze armate turche è di dotarsi di 1000 esemplari suddivisi in 4 lotti da 250 carri.

## Tecnica
Il progetto ha beneficiato delle tecnologie messe a punto per il K2 Black Panther sudcoreano soprattutto nell'ambito della protezione.

## Utilizzatori
Turchia
- Türk Kara Kuvvetleri

250 Altay ordinati a novembre 2018 e da consegnarsi a partire dal 2020, con una previsione di 1000 esemplari suddivisi in 4 lotti da 250 carri.
 Qatar
- Al-Quwwat Al-Musallahah Al-Qatariyyah

100 carri ordinati